# Michael Madden
Michael Allen „Mickey” Madden (ur. 13 maja 1979 w Austin) – amerykański muzyk rockowy i gitarzysta, znany z występów  w pop rockowym zespole Maroon 5.
Madden zaczął muzykować chodząc do gimnazjum, gdzie po szkole grał w garażu wraz z Jesse Carmichaelem i Adamem Levine'em. Ogromny wpływ na jego twórczość miały zespoły Nirvana i Pearl Jam. W 1994 do jego składu kolegów dołączył Ryan Dusick i tak powstał zespół Kara's Flowers.
Po rozpadzie zespołu Kara's Flowers, Madden uczęszczał na Uniwersytet Kalifornijski w Los Angeles. 
W jednym z wywiadów wyznał, że jest weganinem.
W 2016 został zatrzymany pod zarzutem posiadania narkotyków, po tym, jak rzekomo wsunął Jamesowi Gubelmmanowi, byłemu partnerowi Ivanki Trump fiolkę kokainy przed barem na Manhattanie w styczniu tego roku. 27 czerwca 2020 został aresztowany pod zarzutem przemocy domowej.